# Money on My Mind
Money on My Mind is een nummer van de Britse zanger Sam Smith uit 2014. Het is de eerste single van Smith's debuutalbum In the Lonely Hour.
Het nummer was de eerste solosingle van Sam Smith die wereldwijd de hitlijsten bereikte, een halfjaar eerder had Smith samen met Naughty Boy de hit "La La La" gescoord. "Money on My Mind" bereikte de nummer 1-positie in het Verenigd Koninkrijk. In het Nederlandse taalgebied werd het nummer een bescheiden succes, met een 32e positie in de Nederlandse Top 40 en een 18e positie in de Vlaamse Ultratop 50.